# Hunter S. Thompson
Hunter Stockton Thompson (Louisville, 18. srpnja 1937. – Woody Creek, 20. veljače 2005.), američki pisac i novinar. Pripisuje mu se stvaranje gonzo novinarstva, hipersubjektivnog novinarskog stila u kojem se izvjestitelji toliko uživljavaju u temu da postaju glavnim junacima svojih priča. Bio je poznat i kao dugogodišnji uživatelj alkohola i droga poput LSD-a, meskalina i kokaina, ljubitelj vatrenog oružja, pobornik libertarijanizma i mrzitelj svih oblika autoritarizma. Najpoznatija djela su mu Hell's Angels (1966.), Strah i prezir u Las Vegasu (1971.) i Dani ruma (1998.).

## Životopis

### Rođenje i mladost
Hunter S. Thompson rodio se u Louisvilleu kao prvo od troje djece Jacka Roberta Thompsona, službenika osiguravajućeg zavoda i ratnog veterana, i knjižničarke Virginije Davidson Ray. U djetinjstvu pokazuje zanimanje za šport, osobito bejzbol. 
Promijenio je nekoliko srednjih škola, a u Muškoj srednjoj školi Louisville postaje član književnog kluba u okviru kojeg objavljuje članke i pomaže u uređivanju školskog godišnjaka. Zbog sudjelovanja u krađi automobila 1955. osuđen je na 60 dana zatvora. Pušten je nakon 31 dan, a tjedan dana nakon izlaska iz zatvora priključuje se Ratnom zrakoplovstvu. 

### Vojna služba i početak novinarske karijere
Nakon završetka osnovne obuke u Ratnom zrakoplovstvu želi postati pilot, no ne uspijeva u tome. Uskoro je premješten u bazu Eglin na Floridi gdje dobiva prvi novinarski posao u časopisu The Command Courier. Kao urednik športske rubrike, Thompson putuje SAD-om izvještavajući o utakmicama Eglin Eaglesa, momčadi američkog nogometa. U srpnju 1958. otpušten je iz zrakoplovstva. Iako ga je zapovjednik preporučio za časni otpust, opisao ga je kao "buntovnog".
Nakon odlaska iz zrakoplovstva radi u nekoliko novinskih kuća, između ostalog i za njujorški Time, a pohađa i tečajeve kreativnog pisanja. Zbog nepoštivanja autoriteta i sklonosti incidentima ne uspijeva se duže zadržati ni na jednom poslu. 1960. odlazi u Portoriko gdje radi kao slobodni novinar i prodaje članke novinama koje objavljuju na engleskom jeziku, a to će mu iskustvo poslužiti kao inspiracija za roman Dani Ruma koji je napisao po povratku u SAD, a koji je objavljen tek 1998.
Nakon povratka iz Brazila 1963., u kojem je pisao za nekoliko novina, ženi se dugogodišnjom djevojkom Sandrom Dawn Conklin. S njom će imati jednog sina, Juana Fitzgeralda Thompsona i još dvoje djece koja su umrla ubrzo nakon poroda. Par se razveo 1980., no ostali su dobri prijatelji sve do Thompsonove smrti. 1964. obitelj seli u Kaliforniju i Thompson polako ulazi u krugove povezane s nastajućim hippie pokretom.

### Hell's Angels
U prosincu 1964. popularni ljevičarski časopis The Nation Thompsonu nudi posao koji će označiti prekretnicu u njegovoj karijeri i promijeniti mu život. Dobio je zadatak da napiše priču o ozloglašenoj motorističkoj bandi Hell's Angels koja je tih godina sve više plijenila pažnju američkih medija i javnosti. Sredinom 1965. Thompson u The Nationu objavljuje iscrpan članak o svojim iskustvima s Hell's Anglesima koji neki ocjenjuju kao "prvi zdravorazumski pristup motorističkim bandama". Poslije gotovo godinu dana u društvu opakih motorista, koje je napustio nakon što ga je grupa Angelsa prebila gotovo do smrti nakon svađe, Thompson odlučuje objaviti knjigu koja će izaći 1966. pod imenom Hell's Angels: A Strange and Terrible Saga (Hell's Angels: Neobična i zastrašujuća saga). Knjiga je dobila pozitivne kritike javnosti i ubrzo se našla na samom vrhu ljestvice najprodavanijih izdanja.

### Novinarski uzlet i kandidatura za šerifa
Uspjehom Hell's Anglesa Thompson je postao "tražena roba" na novinarskom tržištu te dobiva priliku pisati za neke od najpoznatijih tiskovina tog doba - The New York Times , Pageant, Esquire i druge. Piše o hippie pokretu i kontrakulturnim kretanjima kasnih 60-ih, politici, Vijetnamskom ratu i drugim temama. Krajem 1967. s obitelji se seli na imanje u zaseoku Woody Creek u Coloradu, koje će mu biti dom sve do kraja života.
Svoju novinarsku i spisateljsku slavu Thompson pokušava iskoristiti 1970. kandidiravši se za šerifa okruga Pitkina u Coloradu. U kampanji se, između ostalog, zalagao za legalizaciju droga (za osobnu upotrebu), zabranu izgradnje visokih objekata koji bi zaklanjali pogled na planine, postavljanje stupa srama ispred šerifovog ureda na koji bi se stavljali nepošteni dileri i dr. Thompson je za dlaku izgubio izbore, a o svojoj kampanji objavio je članak Bitka za Aspen u poznatom časopisu Rolling Stone.

### Strah i prezir u Las Vegasu
Krajem 1971. Thompson objavljuje roman Fear and Loathing in Las Vegas: A Savage Journey to the Heart of the American Dream (Strah i prezir u Las Vegasu: Divlje putovanje u srce američkog sna), najpoznatiji uradak njegove karijere i ponajbolji primjer gonzo novinarstva. U romanu je opisao svoje putovanje u Las Vegas početkom iste godine s odvjetnikom i aktivistom Oscarom Zetom Acostom kako bi napravio izvještaj o pustinjskoj moto utrci Mint 400. Novinarski zadatak pretvorio se u ludu psihodeličnu odiseju Raoula Dukea (Thompsonov alter-ego) i Dr. Gonza (Acosta) u potrazi za "američkim snom". Na put nisu krenuli praznih ruku: "Imali smo dvije vrećice trave, sedamdeset pet kuglica meskalina, pet kartončića natopljenih LSD-om visoke koncentracije, soljenku dopola punu kokaina te cijelu skalu onih šarenih čuda od kojih nabujaš, splasneš, vrištiš, hihoćeš... a također i litru tekile, litru ruma, sanduk Budweisera, pola litre sirova etera i dva tuceta amila". Roman još i danas ima kultni status.

### Fear and Loathing on the Campaign Trail 72'
Svojim karakterističnim gonzo stilom Thompson je pratio predsjedničku kampanju 1972. pišući za Rolling Stone, a članci su godinu kasnije objavljeni u knjizi Fear and Loathing on the Campaign Trail '72. Thompsonovo izvještavanje većinom se fokusiralo na kandidate Demokratske stranke, istovremeno iskazujući prezir prema predsjedniku Richardu Nixonu koji se natjecao za svoj drugi mandat u Bijeloj kući. Thompson će ostati žestoki Nixonov kritičar sve do kraja svog života. Bez obzira na humoristično pretjerivanje - kandidata Edmunda Muskia optužio je za korištenje halucinogene droge ibogaina - i čestu upotrebu vulgarnih izraza, knjiga se još uvijek smatra djelom visoke vrijednosti u sferi političkog novinarstva. Thomspon je na sličan način trebao pisati o kampanji za predsjedničke izbore 1976. za Rolling Stone, no tadašnji glavni urednik, Jann Wenner, obustavlja projekt.

### Kasnije godine
Zgode Huntera S. Thompsona s početka 70-ih bit će ekranizirane u filmu Where the Buffalo Roam iz 1980., a čast da Thompsona utjelovi na filmskom platnu pripala je komičaru Billu Murrayju. Iste godine Thompson se razvodi od Sandre Conklin, a također boravi i na Havajima i piše knjigu The Curse of Lono koja će biti objavljena 1983.
Thompson se u narednim godinama sve više povlači od javnosti i povremeno objavljuje članke za Playboy, San Francisco Examiner i druge listove. Urednik Examinera je navodno bio duboko razočaran kvalitetom Thompsonovih kolumni.
Početkom 90-ih zaradio je kaznenu prijavu za seksualno uznemiravanje, a u premetačini njegovog doma koja je uslijedila pronađene su različite ilegalne droge i nekoliko štapina dinamita. Ipak, sve optužbe protiv Thompsona naposljetku su odbačene. Tijekom 90-ih ponovno piše za Rolling Stone, a objavljuje i posljednje dvije knjige iz serijala The Gonzo Papers (prva je objavljena 1979. pod imenom The Great Shark Hunt) u kojima opisuje svoj jednistevni novinarski stil te koji sadrže neke teško dostupne članke obajavljene u raznim novinama i časopisima.
Thompsonova slava je ponovno uskrsnula izlaskom filma Strah i prezir u Las Vegasu 1998. u kojem je ulogu Raoula Dukea dobio slavni glumac Johnny Depp. Paralelno s filmom objavljeno je i novo izdanje kultne knjige. Iste godine iz tiska izlazi i dugo zaboravljeni roman Dani ruma. Thompsonova posljednja objavljenja knjiga - Kingdom of Fear - njegov je osvrt na stanje u SAD-u nakon napada 11. rujna 2001. i kraj "Američkog stoljeća". 

### Smrt
Hunter S. Thompson počinio je samoubojstvo 20. veljače 2005. na svom imanju u Woody Creeku u dobi od 67. godina ispalivši si metak iz pištolja u glavu. U trenutku samoubojstva njegov sin sa svojom obitelji bio je u susjednoj sobi. U svom oproštajnom pismu namijenjenom dugogodišnjoj suradnici koju je na kraju i oženio 2003., Aniti Bejmuk, kao razlog za suicid naveo je "starost i nedostatak zabave". Prema svjedočanstvu njegovih kolega, Thompsonova odluka o tome kako će okončati svoj život donesena je još davnih dana.
20. kolovoza 2005. Thompsonov je pepeo, u skladu s njegovim željama, ispaljen iz topa uz glazbu Boba Dylana i Normana Greenbauma. Top je bio smješten na 47-metarski toranj u obliku šake s dvostrukim palcem u kojoj se nalazi kuglica pejotla. Toranj je dizajnirao sam Thompson još 1970. tijekom svoje kandidature za šerifa. Pogreb je financirao Johnny Depp, njegov bliski prijatelj, a prisustvovali su mu i senator John Kerry, glumci Jack Nicholson, Benicio del Toro, Bill Murray, Sean Penn i mnogi drugi.

## Djela
- Hell's Angels: A Strange and Terrible Saga (Hell's Angels: Divlja i zastrašujuća saga, 1966.)
- Fear and Loathing in Las Vegas: A Savage Journey to the Heart of the American Dream (Strah i prezir u Las Vegasu: Divlje putovanje u srce američkog sna, 1971.)
- Fear and Loathing on the Campaign Trail '72 (1973.)
- Gonzo Papers, Vol. 1: The Great Shark Hunt: Strange Tales from a Strange Time (1979.)
- The Curse of Lono (1983.)
- Gonzo Papers, Vol. 2: Generation of Swine: Tales of Shame and Degradation in the '80s (1988.)
- Gonzo Papers, Vol. 3: Songs of the Doomed: More Notes on the Death of the American Dream (1990.)
- Gonzo Papers, Vol. 4: Better Than Sex: Confessions of a Political Junkie (1994.)
- The Fear and Loathing Letters, Vol. 1: The Proud Highway: The Saga of a Desperate Southern Gentleman 1955–1967 (1997.)
- Mistah Leary – He Dead (1997.)
- The Rum Diary (Dani ruma, 1998.)
- Screw-Jack (2000.)
- Fear and Loathing in America: The Brutal Odyssey of an Outlaw Journalist 1968–1976 (2000.)
- Kingdom of Fear: Loathsome Secrets of a Star-Crossed Child in the Final Days of the American Century (2003.)
- Hey Rube: Blood Sport, the Bush Doctrine, and the Downward Spiral of Dumbness Modern History from the Sports Desk (2004.)